# Đảo Bắc Đính
đảo Bắc Đính  (北碇島, bính âm: Běidìng Dǎo) là một đảo nhỏ thuộc trấn Kim Hồ, huyện Kim Môn, tỉnh Phúc Kiến, Trung Hoa Dân Quốc (Đài Loan). Đảo này nằm ở phía đông của đảo chính Kim Môn,  cách cảng cá Phục Quốc Đôn khoảng 4,2 km,  diện tích là 0,08 km2. Đảo Bắc Đính từng điểm cực đông của huyện Kim Môn, là đảo xa của đảo ngoại vi của Trung Hoa Dân Quốc, có quân phòng thủ đồn trú.
Trên đảo có một ngọn hải đăng màu trắng được xây dựng vào năm 1882, do kỹ sư người Anh David Marr Henderson thiết kế. Hiện nó do Cục Hàng hải và Cảng thuộc Bộ Giao thông THDQ quản lý. Các ngọn hải đăng trên đảo Bắc Đính và Đông Đính được gọi chung là "Kim Môn song đính".